# الوادي (فرع العدين)

تعديل مصدري - تعديل

الوادي محلة تابعة لقرية المعبر، التابعة لعزلة الاخماس بمديرية فرع العدين إحدى مديريات محافظة إب في الجمهورية اليمنية، بلغ تعداد سكانها 57 حسب تعداد اليمن لعام 2004.